# Chiesa di San Gregorio Magno alla Sforzesca
La chiesa di San Gregorio Magno è un edificio sacro situato nel comune di Castell'Azzara nella provincia di Grosseto.

## Storia
La sua origine si deve alle disposizioni testamentarie del cardinale Ascanio Sforza che nel 1563 lasciò una parte del territorio posseduto nella contea di Santa Fiora al fratello Alessandro. Quest'ultimo, eletto cardinale nel 1565, fece erigere la villa nel 1576 dagli architetti Giovanni e Domenico Fontana.

## Descrizione
La chiesa presenta una facciata a capanna e portale architravato. L'interno, a pianta rettangolare con scarsella, conserva un dipinto con il Cardinale Sforza inginocchiato davanti alla Madonna col Bambino ed un affresco seicentesco raffigurante Sant'Antonio abate.